# برايان هودج
برايان هودج (بالإنجليزية: Brian Hodge)‏ (1960، إلينوي في الولايات المتحدة)؛ كاتِب ومؤلِّف، صحفي وروائي أمريكي.